# Панова Олександра Петрівна
Панова Олександра Петрівна — радянська актриса театру та кіно. Заслужена артистка РРФСР (1940).

## Біографічні відомості
У 1917 році закінчила Московську театральну студію при театрі Е. Суходольської.
Грала в Московському театрі сатири, Замоськворецькому театрі, в театрах мініатюр Москви і Ленінграда, Театрі оглядів Будинку друку, в Театрі ВЦРПС (Москва).
У 1936—1945 рр. — актриса Ленінградського Великого драматичного театру імені М. Горького.
З 1945 року — в Театрі-студії кіноактора в Москві.
Працювала на дублюванні фільмів
Знялась в українських фільмах: «Тривожна молодість» (1955, Рогаль-Піонтковська), «Повість про перше кохання» (1957, Болтянська).

## Фільмографія
- «Цирк» (1936, касирка)
- «Батько та син» (1941)
- «Старовинний водевіль» (1946, Євпраксія Арістарховна Фирсікова, багата дівчина у літах)
- «Три зустрічі» (1948, Соломониха)
- «Молода гвардія» (1948, Фросина Миронівна, мати Шевцової)
- «Далеко від Москви» (1950)
- «Кавалер Золотої Зірки» (1950)
- «Сільський лікар» (1951, Софія Савівна, санітарка)
- «Тривожна молодість» (1955, Рогаль-Піонтковська)
- «Звичайна людина» (1956, Параша)
- «Повість про перше кохання» (1956, Болтянська)
- «Нічний гість» (1958, бабка Юля)
- «Однолітки» (1959, тітка Світлани)
- «Сергійко» (1960)
- «Воскресіння» (1960)
- «Людина йде за сонцем» (1961)
- «Грішниця» (1962, мати Ксенії)
- «Казка про втрачений час» (1964)
- «Крізь крижану імлу» (1965, Євгенія Карлівна)
- «Сюжет для невеликого оповідання» (1969, Євгенія Яківна Чехова)
- «Кремлівські куранти» (1970)
- «Руслан і Людмила» (1972, мати Рогдая)
- «Чиполліно» (1973, графиня Вишня)
- «Біля цих вікон...» (1973, Олена Іванівна, професор)
- «Трин-трава» (1976)
- «Всім — спасибі!» (1981)

Озвучування, дубляж:
- «Чарівний скарб» (1950, мультфільм)
- «Неаполь — місто мільйонерів» (1950)
- «Лісові мандрівники» (1951, мультфільм)
- «Граф Монте-Крісто» (фільм, 1953)
- «День гніву» (1953, Кароліне Маріаш)
- «Юля-вередниця» (1955, мультфільм)
- «Лимерівна» (1955, фільм-спектакль; Оришка)
- «Лісова історія» (1956, мультфільм; Сорока)
- «Я шукаю тебе» (1956, Фанні Пробст)
- «Примарне щастя» (1958, мадам Тардіве)
- «Машенька і ведмідь» (1960, мультфільм)
- «Спадщина скарбника Стамбула» (1962)
- «Перевірте ваш годинник» (1963, мультфільм; Одиниця)
- «Вчора сьогодні завтра» (1963)
- «Золотий гусак» (1964)
- «Дзеркальце» (1967, мультфільм; Ворона)
- «Пісенька мишеняти» (1967, мультфільм; Сорока)
- «Раз, два — дружно!» (1967, мультфильм; Сорока)
- «Чуня» (1968, мультфильм; Качка)
- «Серафіно» (1968)
- «Світло в наших вікнах» (1969)
- «Єсенія» (1971)
- «Гойя, або Тяжкий шлях пізнання» (1971) та ін.